# 519 f.Kr.
| 519 f.Kr.          |
| ------------------ |
| Dødsfald - Fødsler |
|                    |

## Begivenheder
- Zhou Jing Wang bliver konge af Zhou-dynastiet.[1]